# Giovanni VII bar Targal
Giovanni bar Targal (Baghdad, ... – Baghdad, 1057) è stato un vescovo cristiano orientale siro, vescovo di al-Qasr e della regione di Nahrawanat, e patriarca della Chiesa d'Oriente tra il 1049 e il 1057.

## Biografia
Originario di Baghdad, era stato consacrato nel 1028 vescovo di al-Qasr, nella metropolia patriarcale, da Elia I, a cui succedette come patriarca della Chiesa d'Oriente nel 1949. Ricevette la consacrazione patriarcale il 17 dicembre. La sua intronizzazione nel convento di Mar Pethion fu ritardata di diversi mesi a causa delle numerose sommosse tra sciiti e sunniti, che caratterizzarono il suo patriarcato. Lo stesso quartiere cristiano di Dar al-Rum fu messo a ferro e a fuoco, e Giovanni VII dovette per diversi anni risiedere fuori Baghdad, nel monastero di Mar Mari a Dur Qunna. Fu un buon amministratore e fece restaurare, nel limite del possibile, le chiese e gli edifici cristiani distrutti. Rientrato a Baghdad, morì nell'estate del 1057 e fu sepolto nella chiesa di Nostra Signora (al-Kursi) del quartiere di Dar al-Rum di Baghdad.